# 罵罵哈弗瀑布
罵罵哈弗瀑布位於台東縣延平鄉，法範山南南西側鹿野溪左岸無名支流匯入鹿野溪處。瀑布標高約390公尺至280公尺，分三層跌落，總落差約110公尺。由紅葉產業道路清水大橋下起溯，約4.1公里即可至瀑布下。

## 解
1. ↑  根據《臺灣通用電子地圖【NLSC】》、《臺灣通用正射影像【NLSC】》對照。